# Tournoi de tennis de Zhengzhou
Le tournoi de Zhengzhou (Chine) est un tournoi de tennis féminin, créé en 2014. Faisant d'abord partie du circuit ITF, il est promu en catégorie WTA 125 lors de la saison 2017. À partir de 2019, il est à nouveau promu, cette fois en catégorie WTA Premier, prenant la place laissée vacante dans cette catégorie par l'arrêt du tournoi de New Haven.

## Palmarès

### Simple
| No | Date       | Nom et lieu du tournoi                      | Catégorie      | Dotation       | Surface        | Vainqueure           | Finaliste          | Score              |                |
| -- | ---------- | ------------------------------------------- | -------------- | -------------- | -------------- | -------------------- | ------------------ | ------------------ | -------------- |
| 1  | 26-05-2014 | , Zhengzhou                                 | ITF            | 25 000 $       | Dur (ext.)     | Zhang Kai-Lin        | Xu Yifan           | 7-5, 6-4           |                |
| 2  | 20-07-2015 | , Zhengzhou                                 | ITF            | 25 000 $       | Dur (ext.)     | Wang Yafan           | Duan Ying-Ying     | 6-4, 6-4           |                |
| 3  | 16-05-2016 | Jinyuan Cup, Zhengzhou                      | ITF            | 50 000 $       | Dur (ext.)     | Anastasia Pivovarova | Lu Jing-Jing       | 6-4, 6-4           |                |
| 4  | 17-04-2017 | Biyuan Cup Zhengzhou Tennis Open, Zhengzhou | WTA 125        | 115 000 $      | Dur (ext.)     | Wang Qiang           | Peng Shuai         | 3-6, 7-63, 1-1 ab. | Tableau        |
| 5  | 16-04-2018 | Biyuan Cup Zhengzhou Tennis Open, Zhengzhou | WTA 125        | 115 000 $      | Dur (ext.)     | Zheng Saisai         | Wang Yafan         | 5-7, 6-2, 6-1      | Tableau        |
| 6  | 09-09-2019 | ICBC Credit Card Zhengzhou Open, Zhengzhou  | Premier        | 943 900 $      | Dur (ext.)     | Karolína Plíšková    | Petra Martić       | 6-3, 6-2           | Tableau        |
|    | 2020-2022  | Pas de tournoi                              | Pas de tournoi | Pas de tournoi | Pas de tournoi | Pas de tournoi       | Pas de tournoi     | Pas de tournoi     | Pas de tournoi |
| 7  | 09-10-2023 | Zhengzhou Open, Zhengzhou                   | WTA 500        | 780 637 $      | Dur (ext.)     | Zheng Qinwen         | Barbora Krejčíková | 2-6, 6-2, 6-4      | Tableau        |

### Double
| No | Date       | Nom et lieu du tournoi                     | Catégorie      | Dotation       | Surface        | Vainqueures                       | Finalistes                          | Score            |                |
| -- | ---------- | ------------------------------------------ | -------------- | -------------- | -------------- | --------------------------------- | ----------------------------------- | ---------------- | -------------- |
| 1  | 26-05-2014 | Zhengzhou                                  | ITF            | 25 000 $       | Dur (ext.)     | Chan Chin-wei Liang Chen          | Han Xinyun Zhang Kai-Lin            | 6-3, 6-3         |                |
| 2  | 20-07-2015 | Zhengzhou                                  | ITF            | 25 000 $       | Dur (ext.)     | Han Na-lae Jang Su-jeong          | Liu Chang Zhang Ling                | 6-0, 6-3         |                |
| 3  | 16-05-2016 | Jinyuan Cup Zhengzhou                      | ITF            | 50 000 $       | Dur (ext.)     | Xun Fangying You Xiaodi           | Akgul Amanmuradova Michaela Hončová | 1-6, 6-2, [10-7] |                |
| 4  | 17-04-2017 | Biyuan Cup Zhengzhou Tennis Open Zhengzhou | WTA 125        | 115 000 $      | Dur (ext.)     | Han Xinyun Zhu Lin                | Jacqueline Cako Julia Glushko       | 7-5, 6-1         | Tableau        |
| 5  | 16-04-2018 | Biyuan Cup Zhengzhou Tennis Open Zhengzhou | WTA 125        | 115 000 $      | Dur (ext.)     | Duan Ying-Ying Wang Yafan         | Naomi Broady Yanina Wickmayer       | 7-65, 6-3        | Tableau        |
| 6  | 09-09-2019 | ICBC Credit Card Zhengzhou Open Zhengzhou  | Premier        | 943 900 $      | Dur (ext.)     | Nicole Melichar Květa Peschke     | Yanina Wickmayer Tamara Zidanšek    | 6-1, 7-61        | Tableau        |
|    | 2020-2022  | Pas de tournoi                             | Pas de tournoi | Pas de tournoi | Pas de tournoi | Pas de tournoi                    | Pas de tournoi                      | Pas de tournoi   | Pas de tournoi |
| 7  | 09-10-2023 | Zhengzhou Open Zhengzhou                   | WTA 500        | 780 637 $      | Dur (ext.)     | Gabriela Dabrowski Erin Routliffe | Shuko Aoyama Ena Shibahara          | 6-2, 6-4         | Tableau        |